# Micrairoideae
Micrairoideae es una subfamilia de gramíneas (Poaceae), monofilética, que ha sido reinstalada y circunscripta nuevamente en el año 2007. Los miembros esta subfamilia presentan estomas con células subsidiarias en forma de domo, las lígulas presentan mechones de pelos, los embriones son pequeños, presentan fotosíntesis C4 y granos de almidón simples en el endosperma. Comprende 8 géneros y unas 170 especies en su mayoría tropicales. Algunos de los géneros (como por ejemplo Eriachne) no estaban asignados a ninguna familia hasta hace poco tiempo y otros estaban incluidos en otras subfamilias (ejemplo Isachne en las Panicoideas).

## Tribus y géneros
La subfamilia incluye dos tribus y 3 géneros, como se muestra a continuación.
- Tribu Eriachneae, que incluye a los géneros:
  - Isachne, con 100 especies.
  - Eriachne, con 35 especies.
- Tribu Micraireae, que incluye solamente al género  Micraira con 8 especies.